# 惠特尼山号指挥舰
惠特尼山号兩棲指挥舰（USS Mount Whitney LCC-20）是美国海军藍嶺級兩棲指揮艦的第二艘，也是第六舰队的旗舰，以内华达山脉的惠特尼山命名。
惠特尼山号指挥舰于1969年1月8日在弗吉尼亚州纽波特纽斯的纽波特纽斯造船与船坞公司安放龙骨，1970年1月8日下水，1971年1月16日服役。